# 隼人駅
隼人駅（はやとえき）は、鹿児島県霧島市隼人町内山田一丁目にある、九州旅客鉄道（JR九州）の駅である。事務管コードは▲940520。
当駅の所属線である日豊本線と、当駅を終点とする肥薩線の2路線が乗入れ、接続駅となっている。

## 歴史
- 1901年（明治34年）6月10日：国分駅（こくぶえき）として鉄道作業局が開設[4]。
- 1903年（明治36年）1月15日：鹿児島線国分 - 横川駅（現・大隅横川）間延伸[5]。
- 1909年（明治42年）11月21日：鹿児島線が鹿児島本線に編入され鹿児島本線所属駅となる[5]。
- 1927年（昭和2年）10月17日：川内本線全通により八代 - 川内 - 鹿児島駅間は鹿児島本線編入され、八代 - 人吉 - 鹿児島駅間は肥薩線として分離改称され肥薩線の所属駅となる[6]。
- 1929年（昭和4年）
  - 9月1日：西国分駅（にしこくぶえき）に改称[7]。
  - 11月24日：国都西線西国分駅 - 国分駅間開通。
- 1930年（昭和5年）9月15日：隼人駅（はやとえき）に再改称[8]。
- 1932年（昭和7年）12月6日：国都東線が延伸開業し国都西線が全通し、両線を日豊本線に編入したため、日豊本線の所属駅となる[6]。
- 1935年（昭和10年）11月10日：陸軍特別大演習に参加する昭和天皇のお召し列車が鹿児島駅 - 隼人駅、隼人駅 - 都城駅間で運行[9]。
- 1971年（昭和46年）10月4日：貨物取扱廃止[3]。
- 1972年（昭和47年）1月：駅舎改築[10]。
- 1985年（昭和60年）3月14日：荷物扱い廃止[3]。
- 1987年（昭和62年）4月1日：国鉄分割民営化に伴い九州旅客鉄道に継承[11]。
- 1993年（平成5年）
  - 8月6日：平成5年8月豪雨により当駅を含む西都城駅 - 鹿児島駅間が運転見合わせとなる[12]。
  - 9月19日：国分駅 - 鹿児島駅間で運転を再開する[12]。
- 2004年（平成16年）2月21日：九州新幹線部分開業にあわせ、駅舎を改装[13]。
- 2012年（平成24年）12月1日：ICカードSUGOCAの利用を開始[14]。
- 2022年（令和4年）4月1日：肥薩線（吉松駅 - 隼人駅間）および吉都線（全線）のCTCを吉松駅から移設。

## 駅構造
単式ホーム1面1線と島式ホーム1面2線の合わせて2面3線を有する地上駅になっている。また、側線数線（このうち1線は着発収容線）があり深夜に翌朝用の列車が留置されている。
駅舎はコンクリート造りの平屋だが、九州新幹線が新八代駅から鹿児島中央駅まで開通した際にドーンデザイン研究所の水戸岡鋭治によるプロデュースでリニューアルされ、竹材で覆われている。屋根上の駅名表の左側に薩摩ゆかりの「島津家」の家紋が付いている。
JR九州本体による直営駅で、みどりの窓口が設置されている。
IC乗車カード「SUGOCA」の利用が可能（相互利用可能ICカードはSUGOCAの項を参照）で、簡易SUGOCA改札機が設置されている。SUGOCAはみどりの窓口や自動券売機（無記名式のみ）で購入出来る。
SUGOCAは日豊本線でのみ利用可能で、肥薩線では利用出来ない。また、肥薩線の起点である八代駅にもSUGOCAが導入されているが、八代駅（福岡・佐賀・熊本・大分エリア）と当駅（鹿児島エリア）では利用エリアが異なるため、肥薩線経由で両エリアを跨ってSUGOCAを利用することは出来ない。
タッチパネル式の自動券売機（ICカード対応）、改札内にはICカードチャージ機が設置されている。
霧島市が計画している「隼人駅東地区土地区画整理事業」によって東口を設置する予定であるが、駅舎改築の予定はない。

### のりば
| のりば | 路線      | 方向 | 行先                   | 備考                        |
| ------ | --------- | ---- | ---------------------- | --------------------------- |
| 1・2   | ■日豊本線 | 上り | 都城・南宮崎・宮崎方面 | 特急「きりしま」は1番のりば |
| 1・2   | ■日豊本線 | 下り | 鹿児島・鹿児島中央方面 | 特急「きりしま」は3番のりば |
| 1・2   | ■肥薩線   | -    | 吉松・人吉・八代方面   |                             |
| 3      | ■日豊本線 | 下り | 鹿児島・鹿児島中央方面 |                             |

付記事項
- 日豊本線の下り本線は3番のりば、上り本線は2番のりばとなっている。
- 当駅 - 国分駅間と吉松駅間に回送列車が設定されている。
- 夜間、2番のりばにキハ47形2両編成を2本縦列駐車させ、3番のりばに817系4両編成（普通列車の川内行き：当駅と国分駅間は回送）、留置線上に787系（特急きりしま81号の国分駅 - 鹿児島中央駅間始発便の車両：当駅と国分駅間は回送）とキハ47形4両が留置されている。
- 肥薩線（吉松駅 - 隼人駅間）および吉都線（全線）のCTCセンターを併設している。

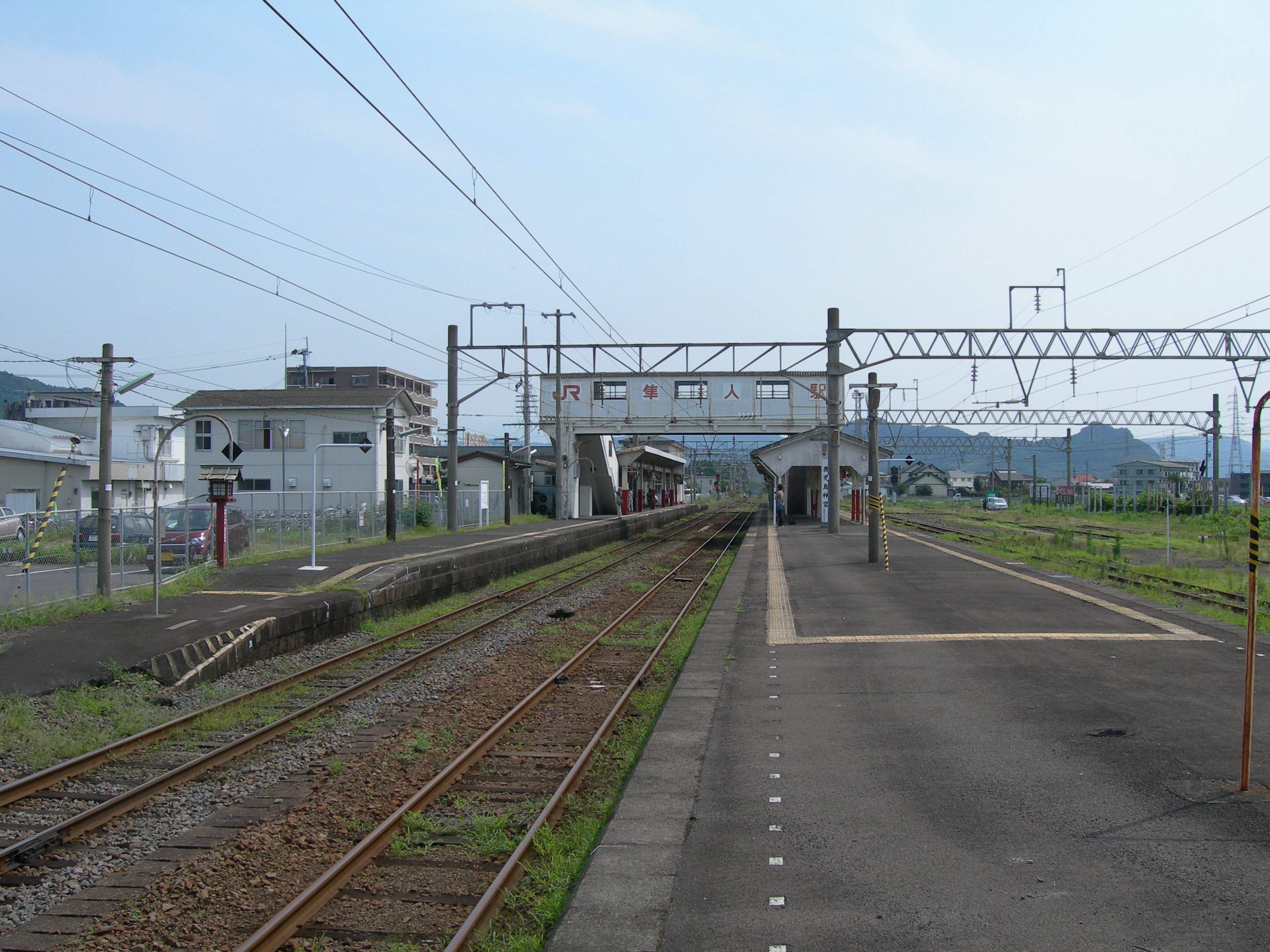
ホーム（2009年7月）
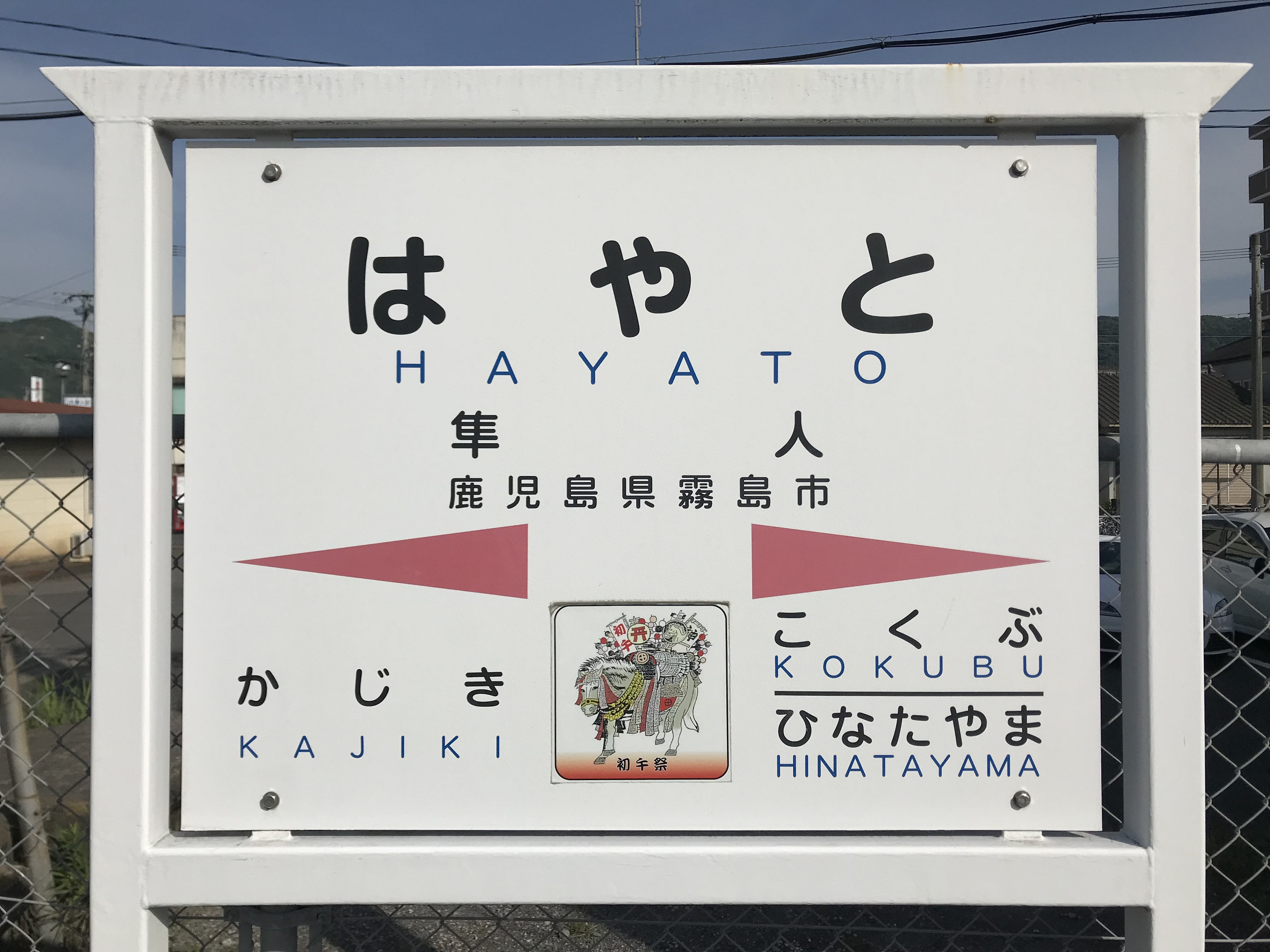
鳥居型駅名標。イラストは鹿児島神宮の初午祭

## 利用状況
近年の1日平均乗降人員は以下の通り。
| 年度   | 1日平均 乗車人員 | 1日平均 乗降人員 | 出典   |
| ------ | ---------------- | ---------------- | ------ |
| 2000年 | 1,771            |                  | [ 17 ] |
| 2001年 | 1,787            |                  | [ 17 ] |
| 2002年 | 1,807            |                  | [ 17 ] |
| 2003年 | 1,811            |                  | [ 17 ] |
| 2005年 | 1,848            |                  | [ 17 ] |
| 2006年 | 1,864            |                  | [ 17 ] |
| 2007年 | 1,858            | 3,711            | [ 17 ] |
| 2008年 | 1,890            | 3,773            | [ 17 ] |
| 2009年 | 1,826            | 3,649            | [ 17 ] |
| 2010年 | 1,783            | 3,561            | [ 17 ] |
| 2011年 | 1,797            | 3,576            | [ 17 ] |
| 2012年 | 1,746            | 3,495            | [ 17 ] |
| 2013年 | 1,791            | 3,585            | [ 17 ] |
| 2014年 | 1,668            | 3,346            | [ 17 ] |
| 2015年 | 1,654            | 3,319            | [ 17 ] |
| 2016年 | 1,641            | 3,288            | [ 17 ] |
| 2017年 | 1,631            | 非公表           | [ 17 ] |
| 2018年 | 1,641            | 非公表           | [ 17 ] |
| 2019年 | 1,640            | 非公表           | [ 17 ] |
| 2020年 | 1,413            | 非公表           | [ 18 ] |
| 2021年 | 1,429            | 非公表           | [ 19 ] |
| 2022年 | 1,514            | 非公表           | [ 20 ] |
| 2022年 | 1,614            | [ 21 ]           |        |

## 駅周辺
旧・隼人町の中心部。
- 坂田金時堂
- 鹿児島相互信用金庫隼人支店
- Aコープ鹿児島 Aコープ隼人店
- 鹿児島銀行隼人支店
- イオン隼人国分ショッピングセンター
- MEGA ドン・キホーテ霧島隼人店
- ヤマダデンキテックランド霧島店

- 隼人郵便局
- 霧島市役所隼人庁舎（旧・隼人町役場）
- 鹿児島県立隼人工業高等学校
- 鹿児島県道471号北永野田小浜線
- 特産品販売所 舎（）はやとの風

- 霧島市立隼人図書館
- 鹿児島県警霧島警察署隼人交番
- 隼人塚
- 国道223号
- 鹿児島神宮
- 鹿児島工業高等専門学校（当駅より南へ1.8 km）

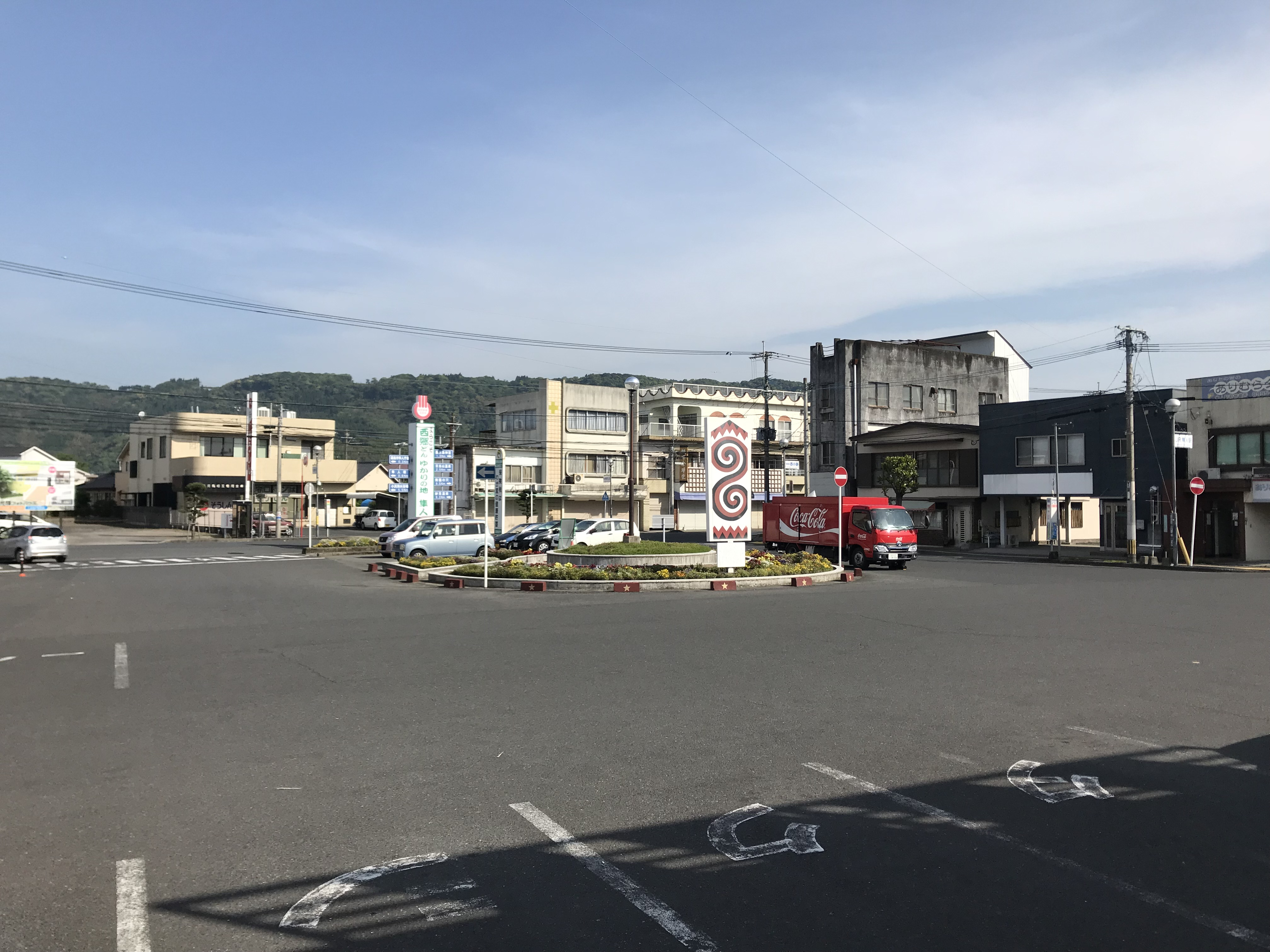
駅前風景（2018年5月）
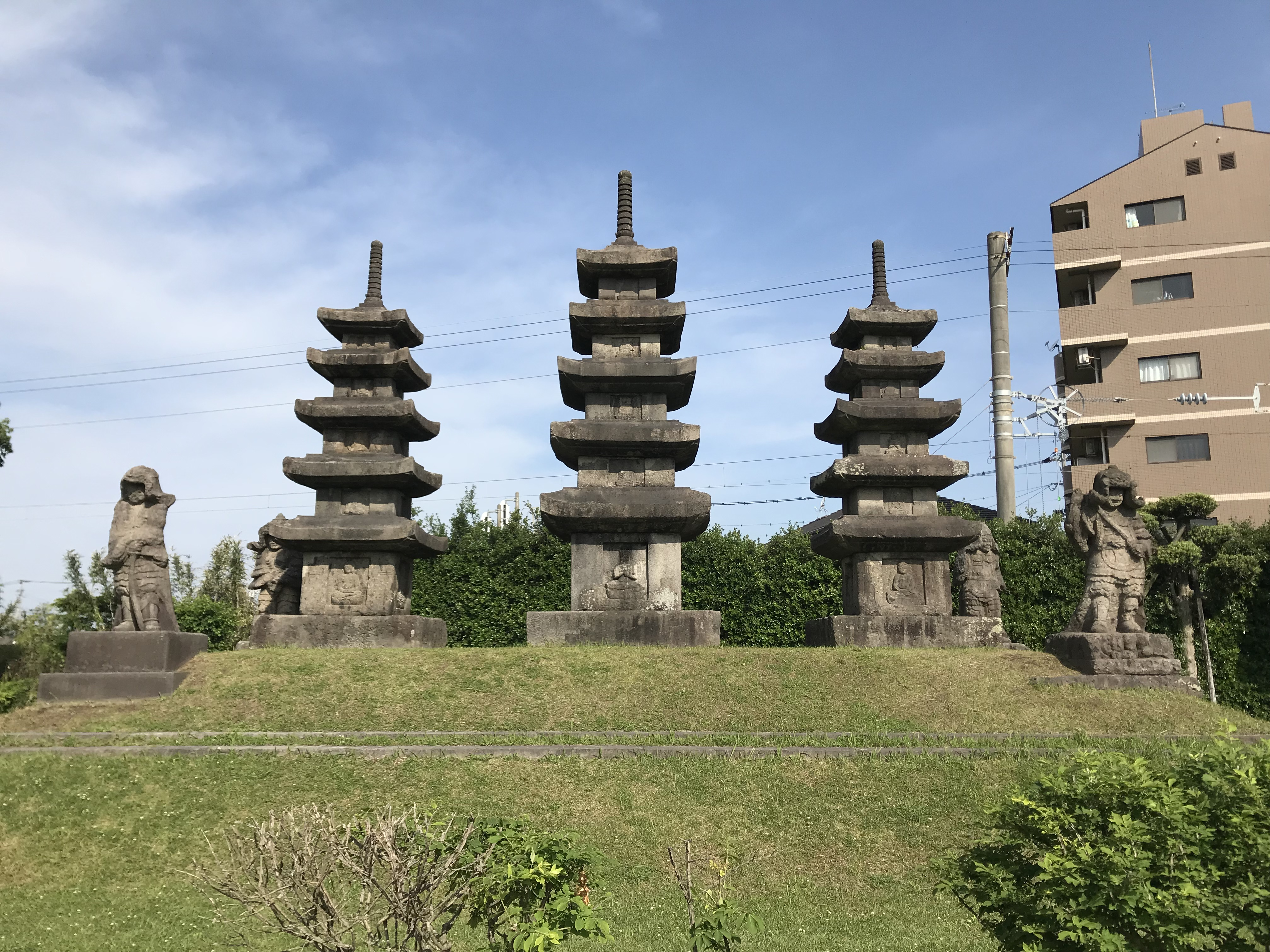
隼人塚（2018年5月）

## バス路線
- 鹿児島交通
  - [68-1]伊敷ニュータウン - 国分営業所(日当山経由)
  - 隼人国分循環線
  - 加治木本町 - 重久（野久美田経由）
  - 医療センター・国分山形屋・霧島市役所 - 上小鹿野（市街地循環バス）
  - 隼人駅 - 妙見温泉 - 鹿児島空港（妙見温泉バス）
  - 国分営業所 - 中福良小
  - 隼人駅 - 鹿児島高専
- 南国交通
  - 木之房経由 鹿児島空港

※かつてJR九州バス（国分線：隼人駅 - 国分駅・桜島・垂水）が運行されていた。

## 隣の駅
九州旅客鉄道（JR九州）
■日豊本線
- 特急「きりしま」停車駅

■普通
国分駅 - 隼人駅 - 加治木駅
■肥薩線
■普通
日当山駅 - 隼人駅